# Morti nel 1977/Ottobre
| Questa pagina contiene informazioni ricavate automaticamente dalle voci biografiche con l'ausilio del template Bio e di un bot. L'aggiornamento è periodico e automatico e ricostruisce completamente la pagina. Se manca una persona in questa lista, sei pregato di non aggiungerla, ma accertati piuttosto che la sua voce biografica contenga il template Bio e che i dati anagrafici siano correttamente compilati. Se il template Bio manca, inseriscilo tu stesso o, in alternativa, metti l'avviso {{tmp\|Bio}} che ne segnala la mancanza. Se i dati riportati sono sbagliati, correggi direttamente la voce biografica; le modifiche saranno visibili in questa lista entro pochi giorni. Per chiarimenti vedi il progetto biografie. La lista contiene solo le 99 persone che sono citate nell'enciclopedia e per le quali è stato implementato correttamente il template Bio. Pagina aggiornata al 3 mar 2024. |

- 1º ottobre - Angelo Brelich, storico delle religioni e antropologo ungherese (n. 1913)
- 2 ottobre - Odd Frantzen, calciatore norvegese (n. 1913)
- 2 ottobre - Gyula Futó, calciatore ungherese (n. 1908)
- 3 ottobre - Arnold Bode, pittore tedesco (n. 1900)
- 3 ottobre - Marion Sénones, pittrice, illustratrice e giornalista francese (n. 1886)
- 3 ottobre - Tay Garnett, regista, sceneggiatore e produttore cinematografico statunitense (n. 1894)
- 4 ottobre - Giosuè Fiorentino, politico italiano (n. 1898)
- 5 ottobre - Alfio Berretta, giornalista, scrittore e commediografo italiano (n. 1897)
- 5 ottobre - Otto Fehlmann, calciatore svizzero (n. 1889)
- 5 ottobre - Eugenio Giuseppe Togliatti, matematico italiano (n. 1890)
- 6 ottobre - Tani Jun, attrice e commediografa russa (n. 1903)
- 7 ottobre - Nullo Biaggi, politico italiano (n. 1917)
- 7 ottobre - Vladimir Striževskij, attore, sceneggiatore e regista russo (n. 1892)
- 8 ottobre - Uno Ahren, architetto e urbanista svedese (n. 1897)
- 8 ottobre - Karen Brunés, scrittrice danese (n. 1893)
- 8 ottobre - Raoul Zaccari, politico italiano (n. 1916)
- 9 ottobre - Ruth Elder, aviatrice e attrice statunitense (n. 1902)
- 10 ottobre - Bengt Bengtsson, ginnasta svedese (n. 1897)
- 10 ottobre - Helen Gibson, attrice statunitense (n. 1892)
- 10 ottobre - Angelo Muscat, attore maltese (n. 1930)
- 11 ottobre - Jean Duvieusart, politico belga (n. 1900)
- 11 ottobre - MacKinlay Kantor, scrittore, sceneggiatore e giornalista statunitense (n. 1904)
- 11 ottobre - El-Sayed Nosseir, sollevatore egiziano (n. 1905)
- 11 ottobre - Ibrahim al-Hamdi, militare e politico yemenita (n. 1943)
- 12 ottobre - Juan Carlos Calvo, calciatore uruguaiano (n. 1906)
- 12 ottobre - Dorothy Davenport, attrice, sceneggiatrice e regista statunitense (n. 1895)
- 13 ottobre - István Avar, calciatore ungherese (n. 1905)
- 13 ottobre - Jackie Condon, attore cinematografico statunitense (n. 1918)
- 13 ottobre - Jack McConaghy, scenografo statunitense (n. 1902)
- 13 ottobre - Otto Steinwachs, vescovo vetero-cattolico tedesco (n. 1882)
- 13 ottobre - Giovanni Trentarossi, ciclista su strada italiano (n. 1899)
- 13 ottobre - Erik Wolf, filosofo tedesco (n. 1902)
- 14 ottobre - Bing Crosby, cantante, attore e comico statunitense (n. 1903)
- 15 ottobre - Vincenzo Assennato, politico italiano (n. 1925)
- 15 ottobre - Birger Rosengren, calciatore svedese (n. 1917)
- 15 ottobre - Ralph Truman, attore britannico (n. 1900)
- 16 ottobre - Daniel Danieli, calciatore israeliano (n. 1945)
- 16 ottobre - Arrigo Morselli, allenatore di calcio e calciatore italiano (n. 1911)
- 17 ottobre - Michael Balcon, produttore cinematografico inglese (n. 1896)
- 17 ottobre - Ivan Ivanovič Fedjuninskij, generale sovietico (n. 1900)
- 17 ottobre - Cal Hubbard, giocatore di football americano e arbitro di baseball statunitense (n. 1900)
- 17 ottobre - Ettore Rivolta, marciatore italiano (n. 1904)
- 18 ottobre - Andreas Baader, terrorista tedesco (n. 1943)
- 18 ottobre - Gudrun Ensslin, terrorista tedesca (n. 1940)
- 18 ottobre - Domenico Orlandini, presbitero, partigiano e antifascista italiano (n. 1913)
- 18 ottobre - Hanns-Martin Schleyer, dirigente d'azienda e funzionario tedesco (n. 1915)
- 19 ottobre - Vladimír Bahna, regista, sceneggiatore e drammaturgo slovacco (n. 1914)
- 19 ottobre - Marino Capicchioni, liutaio sammarinese (n. 1895)
- 19 ottobre - René Mourlon, velocista francese (n. 1893)
- 19 ottobre - John Nyman, lottatore svedese (n. 1908)
- 19 ottobre - Slim Wintermute, cestista e allenatore di pallacanestro statunitense (n. 1917)
- 20 ottobre - Alberto Cardone, regista, sceneggiatore e montatore italiano (n. 1920)
- 20 ottobre - Cassie Gaines, cantante statunitense (n. 1948)
- 20 ottobre - Steve Gaines, chitarrista statunitense (n. 1949)
- 20 ottobre - Albert Olsson, calciatore svedese (n. 1896)
- 20 ottobre - Ronnie Van Zant, cantante statunitense (n. 1948)
- 20 ottobre - Marie-Thérèse Walter, modella francese (n. 1909)
- 20 ottobre - Rolf Wuthmann, generale tedesco (n. 1893)
- 21 ottobre - Norman Gilroy, cardinale e arcivescovo cattolico australiano (n. 1896)
- 21 ottobre - Silvano Schiavon, ciclista su strada italiano (n. 1942)
- 22 ottobre - Maria Antonia d'Asburgo-Lorena, nobile (n. 1899)
- 22 ottobre - Julien Delbecque, ciclista su strada e pistard belga (n. 1903)
- 22 ottobre - Oreste Emanuelli, pittore italiano (n. 1893)
- 22 ottobre - Beniamino Segre, matematico italiano (n. 1903)
- 23 ottobre - Franco Anelli, naturalista, geologo e speleologo italiano (n. 1899)
- 24 ottobre - Giuseppina Biggiogero Masotti, matematica italiana (n. 1894)
- 24 ottobre - Dario Galli, poeta italiano (n. 1914)
- 24 ottobre - Václav Svoboda, calciatore cecoslovacco (n. 1920)
- 24 ottobre - Vittorio Viale, storico dell'arte italiano (n. 1891)
- 25 ottobre - Helen Badgley, attrice statunitense (n. 1908)
- 25 ottobre - Carlo Delcroix, militare, politico e scrittore italiano (n. 1896)
- 25 ottobre - Félix Gouin, politico francese (n. 1884)
- 25 ottobre - Josef Håkestad, calciatore norvegese (n. 1907)
- 25 ottobre - Nello Iacchini, partigiano italiano (n. 1919)
- 25 ottobre - Karl Pedersen, calciatore norvegese (n. 1907)
- 26 ottobre - Elisabeth Flickenschildt, attrice tedesca (n. 1905)
- 26 ottobre - Alma Hanlon, attrice statunitense (n. 1890)
- 27 ottobre - James M. Cain, scrittore, giornalista e sceneggiatore statunitense (n. 1892)
- 27 ottobre - Sándor Nemes, calciatore e allenatore di calcio ungherese (n. 1899)
- 27 ottobre - Ivo Radovniković, calciatore e allenatore di calcio jugoslavo (n. 1918)
- 27 ottobre - Antonio Savoldi, imprenditore e editore italiano (n. 1889)
- 27 ottobre - Ruggero Volpi, militare italiano (n. 1947)
- 28 ottobre - Miguel Mihura, drammaturgo e scrittore spagnolo (n. 1905)
- 28 ottobre - Phil Krause, cestista e allenatore di pallacanestro statunitense (n. 1911)
- 28 ottobre - Bruno Streckenbach, generale tedesco (n. 1902)
- 29 ottobre - Bruno Paparella, attivista italiano (n. 1922)
- 29 ottobre - Seison Maeda, pittore giapponese (n. 1885)
- 29 ottobre - Yrjö Keinonen, generale finlandese (n. 1912)
- 30 ottobre - Irakli Bagration-Mukhrani, principe georgiano (n. 1909)
- 30 ottobre - Renato Curi, calciatore italiano (n. 1953)
- 30 ottobre - Heinrich Gontermann, militare e aviatore tedesco (n. 1896)
- 30 ottobre - Gustav Krklec, scrittore, poeta e critico letterario croato (n. 1899)
- 30 ottobre - Joseph Zerilli, mafioso italiano (n. 1897)
- 31 ottobre - Lal Hilditch, calciatore e allenatore di calcio inglese (n. 1894)
- 31 ottobre - Mikola Petrovyč Hluščenko, pittore ucraino (n. 1901)
- 31 ottobre - Enrico Mino, generale italiano (n. 1915)
- 31 ottobre - Giuseppe Morandi, pilota automobilistico italiano (n. 1894)
- 31 ottobre - Joan Tetzel, attrice statunitense (n. 1921)
- 31 ottobre - Fulvio Tolusso, regista italiano (n. 1934)